# Peter Orban
Peter Orban är en svensk kanotist.
Han tog bland annat VM-brons i K-4 10000 meter i samband med sprintvärldsmästerskapen i kanotsport 1991 i Paris.